# André Hardy préfère les brunes
Série Andy Hardy
La Double Vie d'André Hardy (1942) Peines de cœur (1946)
Pour plus de détails, voir Fiche technique et Distribution.
André Hardy préfère les brunes (Andy Hardy's Blonde Trouble) est un film américain en noir et blanc réalisé par George B. Seitz, sorti en 1944.
Il s'agit du quatorzième des seize volets que compte la série de films mettant en scène le personnage d'Andy Hardy, interprété par Mickey Rooney depuis 1937.

## Synopsis
Dans le train qui l’emmène à l'Université, André fait la connaissance de Kay Wilson, qui sera elle aussi étudiante à la même université devenue mixte tout récemment. Deux jolies blondes sont également à bord du train. Les problèmes commencent presque immédiatement pour Andy quand il s’aperçoit que son père a oublié de lui donner son billet de train...

## Fiche technique
- Titre français : André Hardy préfère les brunes
- Titre original : Andy Hardy's Blonde Trouble
- Réalisation : George B. Seitz
- Scénario : Harry Ruskin, William Ludwig, Agnes Christine Johnston, Aurania Rouverol
- Producteur : Carey Wilson
- Société de production et de distribution : Metro-Goldwyn-Mayer
- Musique : David Snell, Cole Porter
- Photographie : Lester White
- Montage : George White
- Format : noir et blanc — 35 mm — 1,37:1 — son : Mono (Western Electric Sound System)
- Pays d'origine : États-Unis
- Genre : Comédie familiale
- Durée : 107 minutes
- Dates de sortie : 
  - États-Unis : 4 mai 1944
  - France : 13 décembre 1946

## Distribution
- Lewis Stone : le juge Hardy
- Mickey Rooney : André Hardy (Andy Hardy en VO)
- Fay Holden : Mme Emily Hardy
- Sara Haden : tante Milly Forrest
- Herbert Marshall : Dr M.J. Standish
- Bonita Granville : Kay Wilson
- Jean Porter : Katy Anderson
- Keye Luke : Dr Lee Wong Howe
- Lee Wilde : Lee Walker
- Lyn Wilde : Lyn Walker
- Marta Linden : Mme Townsend
- Emory Parnell : conducteur de train

## Source
- André Hardy préfère les brunes sur EncycloCiné